# Silver Cliff
Silver Cliff és una població dels Estats Units a l'estat de Colorado. Segons el cens del 2000 tenia 512 habitants.

## Demografia
Segons el cens del 2000, Silver Cliff tenia 512 habitants, 217 habitatges, i 141 famílies. La densitat de població era de 12,7 habitants per km².
Dels 217 habitatges en un 33,2% hi vivien nens de menys de 18 anys, en un 48,8% hi vivien parelles casades, en un 12% dones solteres, i en un 35% no eren unitats familiars. En el 31,3% dels habitatges hi vivien persones soles el 10,1% de les quals corresponia a persones de 65 anys o més que vivien soles. El nombre mitjà de persones vivint en cada habitatge era de 2,36 i el nombre mitjà de persones que vivien en cada família era de 2,94.
Per edats la població es repartia de la següent manera: un 29,7% tenia menys de 18 anys, un 6,3% entre 18 i 24, un 26% entre 25 i 44, un 24,8% de 45 a 60 i un 13,3% 65 anys o més.
L'edat mediana era de 36 anys. Per cada 100 dones de 18 o més anys hi havia 92,5 homes.
La renda mediana per habitatge era de 25.000 $ i la renda mediana per família de 32.917 $. Els homes tenien una renda mediana de 26.389 $ mentre que les dones 17.109 $. La renda per capita de la població era de 13.899 $. Entorn del 16,7% de les famílies i el 20,3% de la població estaven per davall del llindar de pobresa.

## Poblacions més properes
El següent diagrama mostra les poblacions més properes.